# Jamides bochus
Jamides bochus är en fjärilsart som beskrevs av Stoll 1782. Jamides bochus ingår i släktet Jamides och familjen juvelvingar. Inga underarter finns listade i Catalogue of Life.

## Bildgalleri

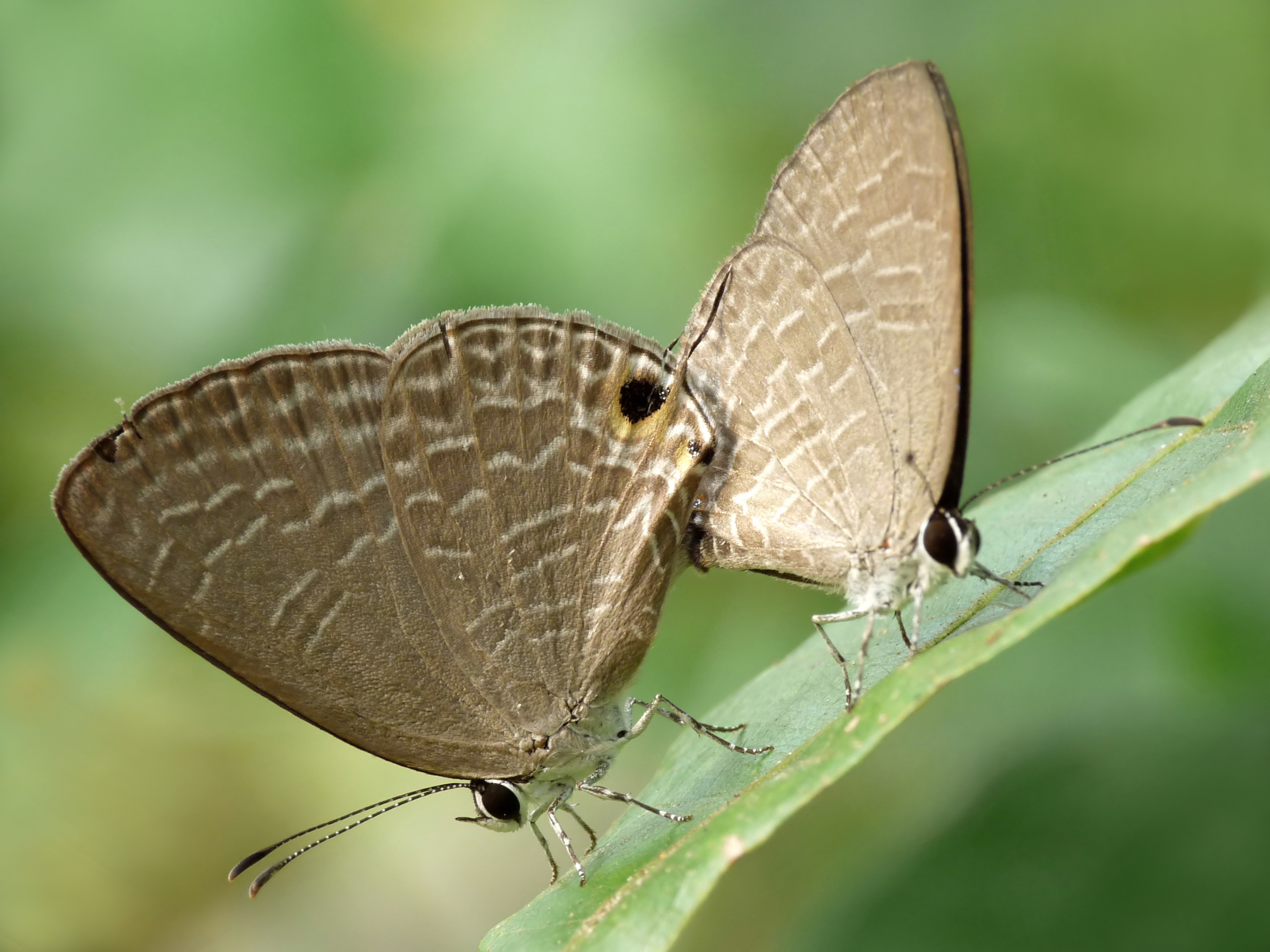